# ПДП–Лабан
Филипинска демократска странка – Народна моћ (таг. Partido Demokratiko Pilipino–Lakas ng Bayan), познатија као ПДП–Лабан, јесте левичарско популистичка политичка странка на Филипинима.